# Кондакова, Софья Иосифовна
Со́фья Ио́сифовна Кондако́ва (в девичестве Кудрявина; род.23 декабря 1922 года, Архангельск, СССР; ум.24 сентября 2012 года, Москва) — советская конькобежка, чемпионка мира в многоборье 1956 года, бронзовый призёр чемпионатов мира (1954, 1955, 1958 годов) в многоборье, серебряный призёр чемпионата СССР в многоборье (1956), бронзовый призёр чемпионата СССР в многоборье (1951). Заслуженный мастер спорта СССР (1955). Рекордсменка мира. Выступала за «Искра» (Москва) и «Буревестник» (Москва).

## Биография
Софья Кудрявина родилась в Архангельске, где спортивная зима длится свыше пяти месяцев. Будущая чемпионка мира брала первые уроки скоростного бега у тренера детской спортивной школы Николая Максимова и у заслуженного тренера РСФСР Бориса Евлогиевича Дунаева на стадионе "Труд". В 1937 году в городе открылись два 400-метровых катка, что способствовало лучшим результатам 15‑летней Сони, выступающей за общество "Водник". Она была одной из лучших спринтеров города. 
В 1938 году на третьем традиционном розыгрыше «приза дружбы» по конькам между командами Ленинграда и Архангельска она была лучшей по сумме трёх дистанции. В апреле 1939 года на 2-х юношеских всесоюзных соревнованиях в Архангельске Кудрявина заняла 2-е место в многоборье.
В феврале 1940 года выиграла первенство Архангельска и по линии общества "Спартак" переехала в Ленинград, чтобы продолжить активные занятия конькобежным спортом. В 1941 году после первенства СССР получила звание мастера спорта. Но вскоре началась война и Софье пришлось испытать все тяготы блокады города. В декабре 1945 года в городе были проведены первые соревнования, на которых Кудрявина победила в забегах на 500 и 1500 метров.
В сезоне 1946/47 мастер спорта Кудрявина вошла в десятку сильнейших конькобежек СССР в беге на отдельных дистанциях, а также в сумме многоборья, не раз занимала призовые места на чемпионатах страны и Ленинграда. В 1949 году Софья вышла замуж и стала выступать под фамилией Кондакова. В том же году окончила Институт физкультуры имени П. Ф. Лесгафта. 
Звания чемпионки СССР Кондакова добилась в конце января 1950‑го, когда в Москве на стадионе «Динамо» вышла победительницей соревнований на 500‑метровке. В феврале того же года Софья выступала на чемпионате мира в Москве стала второй на 500‑метров и в сумме многоборья заняла 12-е место. 
5 февраля 1951 года на льду катка Медео, который только что построили, она установила рекорд мира на дистанции 1000 метров — 1.36,8 и стала первой рекордсменкой в мире на этом катке. В большом многоборье Софье также удалось установить мировой рекорд. Итоговая сумма очков в этой комбинации равнялась 210,413 очка и была лучше, чем у прежней рекордсменки — москвички Зои Холщевниковой. В марте 1951 года на чемпионате СССР Софья стала бронзовым призёром в многоборье. 
В январе 1952‑го на «Медео» её рекорд улучшила Римма Жукова, а рекорд в многоборье продержался неделю и был превзойден на "Медео" Татьяной Карелиной из Свердловска — 208,820 очков. В 1952 году она в соревнованиях не участвовала, родила сына. В 1953 году на чемпионате мира в Лиллехаммере заняла 7-е место, а через год на чемпионате мира в Эстерсунде завоевала бронзовую медаль. В том же 54-м на чемпионате СССР выиграла бронзу в забегах на 500 и 1000 метров и стала седьмой в сумме многоборья.
В 1955 году вновь стала третьей в абсолютном зачёте на чемпионате мира в Куопио, одержав победу в беге на 1000 метров и заняв второе место на 500 метров. После этого успеха в марте 55-го ей было присвоено звание заслуженного мастера спорта. 
Её пик карьеры пришёлся на 1956 год, когда Кондакова выиграла многоборье на чемпионате мира в Кварнсведене, одержав три победы на дистанциях 500, 1000 и 1500 метров. В том же году стала первой в абсолютном зачёте на III зимней Спартакиаде профсоюзов и второй на чемпионате СССР. 
Через год на чемпионате мира в Иматре Софья была первой в забеге на 500 метров и заняла 4-е место в многоборье. В 1958 году на очередном чемпионате мира в Кристинехамне она вновь завоевала бронзу в сумме многоборья, а в 1959 году на домашнем чемпионате мира в Свердловске заняла 6-е место. 
На своём последнем первенстве СССР 1960 года Кондакова не участвовала, пропустила старты из-за болезни. Завершила спортивную карьеру в 1960 году. 
По окончании спортивной карьеры именитая конькобежка преподавала в Московском энергетическом институте и институте физкультуры, работала тренером Дворца пионеров и в центральной спортивной школе молодёжи (ЦСШМ) Москвы. В 70-х и 80-х неоднократно приглашалась на соревнования в качестве судьи. Была награждена орденом «Знак Почета». Софья Иосифовна умерла 24 сентября 2012‑го, похоронена на Пятницком кладбище в Москве.

## Награды
- Орден «Знак Почёта» (27.04.1957) — «за успехи, достигнутые в деле развития массового физкультурного движения в стране, повышения мастерства советских спортсменов, и успешное выступление на международных соревнованиях»